# Parafia św. Wojciecha w Radzionkowie
Parafia św. Wojciecha – rzymskokatolicka parafia znajdująca się w Radzionkowie. Parafia należy do archidiecezji katowickiej i dekanatu Piekary Śląskie.

## Historia parafii
Pierwsza wzmianka o Radzionkowie pochodzi z 1326 r., dotyczy ona niezapłacenia przez proboszcza Henryka świętopietrza. W 1540 r. wieś kupiła protestancka rodzina Horników, którzy zgodnie z zasadą cuius regio, eius religio wprowadzili w Radzionkowie protestantyzm. Kościół był w ich rękach do 1629 r., kiedy na mocy dekretu cesarskiego kościół został przywrócony katolikom. Wraz z końcem wojny trzydziestoletniej rozpoczął się spokojny okres rozwoju. Wieś znajdowała się w dobrach hrabiego von Donnersmarcka, który wspomagał finansowo wszelkie remonty i modernizacje kościoła oraz budynków przykościelnych. W 1821 r. Radzionków wraz z całym dekanatem bytomskim przeszedł w granice diecezji wrocławskiej. W 1860 r. proboszcz Mastalski podjął decyzję o budowie nowego kościoła, który stanął w 1875 r. Trudny był dla parafii okres kulturkampfu, kiedy to przez 7 lat ze względu na zakaz władz nie można było obsadzić stanowiska proboszcza. Po pierwszej wojnie światowej Radzionków znalazł się w granicach Polski. Parafia liczyła wtedy 18 tys. parafian. W 1934 r. odłączyła się od Radzionkowa parafia w Rojcy, w 1937 r. w Kozłowej Górze. Po II wojnie światowej odłączyły się jeszcze trzy: w Suchej Górze (1957), Orzechu (1981) i Sójczym Wzgórzu (1986).

### Budowa kościoła
Pierwszy kościół w Radzionkowie został wybudowany na przełomie XIII i XIV w. Był najprawdopodobniej drewniany. Około 1470 r. powstał na miejscu starego nowy murowany kościół. Świątynia ta służyła wiernym do połowy XIX w., kiedy to nastąpił nagły wzrost liczby ludności i stary kościół przestał wystarczać potrzebom parafii. W 1860 r. ks. Mastalski podjął starania o budowę nowego kościoła. Spory co do jego kształtu ciągnęły się 10 lat. Na przeszkodzie stawał przede wszystkim hrabia Hugo Henckel von Donnersmarck, który ze względu na koszty, jakie musiałby ponieść, nie chciał się zgodzić na budowę nowej świątyni. Proponował powiększenie starego kościoła. W końcu jednak zgodził się na budowę nowego. Budowa odbyła się w latach 1872-1875. Kościół miał wieżę o wysokości 61,5 m, jego długość wynosiła 56 m, szerokość 20,5 m. 

## Proboszczowie powojenni
- ks. Teofil Szczerbowski (1946-1973)
- ks. Konrad Seligman (1973-1979)
- ks. Ernest Grajcke (1979-1993)
- ks. Stefan Cyganek (1993)
- ks. dr Jan Grzesica (1993-2005)
- ks. dr Damian Wojtyczka (od 2005)